# مولانا العاشق (مسلسل)
مولانا العاشق مسلسل دراما مصري أنتج عام 2015، من إخراج عثمان أبو لبن.

## القصة
تدور أحداث القصة حول شاب يُدعى "سلطان"، يعمل كسائق ميكروباص ويقيم في أحد الأحياء الشعبية. يجمعه قلبه بقوة بفتاة في نفس الحي، ولكن تكن له مشاعر مختلطة، إذ تُفضل عليه شابًا ثريًا. يتعرض "سلطان" بعد ذلك لمجموعة من المشكلات، ويشارك في هذه التحديات ابن عمه "شحتة".

## الممثلون
- مصطفى شعبان: (سلطان)
- سارة سلامة: (فرح)
- محمد الشقنقيري: (شحتة)
- علي ربيع: (هدهد)
- محمد لطفي: (كركون)
- خالد سرحان: (زياد)
- دينا: (سونا)
- ميساء مغربي